# 第16普通科連隊
第16普通科連隊（だいじゅうろくふつうかれんたい、JGSDF 16th Infantry Regiment）は、陸上自衛隊大村駐屯地（長崎県大村市）に駐屯する第4師団隷下の普通科連隊である。

## 概要
連隊長は1等陸佐（二）が充てられ、連隊本部、本部管理中隊、4個普通科中隊および重迫撃砲中隊により編成される。
訓練は主に大多武演習場や大野原演習場及び日出生台演習場などで実施している。

## 沿革
- 1954年（昭和29年）
  - 8月10日：第16普通科連隊が大村駐屯地において編成完結。第2大隊は熊本駐屯地に、第3大隊は前川原駐屯地に配置。
  - 8月17日：駐屯地司令職を第10普通科連隊長から移譲。
  - 10月28日：第3大隊が前川原駐屯地から大村駐屯地に移駐。
- 1956年（昭和31年）1月26日：第2大隊が熊本駐屯地から大村駐屯地に移駐。
- 1962年（昭和37年）8月15日：第4管区隊の第4師団への改編に伴い、連隊再編。本部管理中隊、4個普通科中隊および重迫撃砲中隊の編成となる。
- 1990年（平成02年）3月26日：第4師団の近代化改編により、自動車化。
- 2003年（平成15年）3月27日：第4師団の「沿岸配備型師団」への改編。

1. 軽装甲機動車および01式軽対戦車誘導弾を配備。
2. 後方支援体制変換に伴い、整備部門を第4後方支援連隊第2整備大隊第1普通科直接支援隊へ移管。

- 2005年（平成17年）7月 - 11月：第7次イラク復興業務支援群派遣（群長：岡崎勝司1等陸佐）。

## 警備隊区
対馬を除く長崎県全域（本土・壱岐・五島列島）。
- 第1普通科中隊 - 諫早市・長与町・時津町
- 第2普通科中隊 - 長崎市・西海市（本土）
- 第3普通科中隊 - 壱岐市・松浦市・平戸市・五島列島（五島市・新上五島町・小値賀町・佐世保市宇久地域・西海市江島・平島）
- 第4普通科中隊 - 大村市・佐世保市（本土）・東彼杵町・川棚町・波佐見町・佐々町
- 重迫撃砲中隊 - 島原市・南島原市・雲仙市

## 部隊編成
- 第16普通科連隊本部
- 本部管理中隊「16普-本」
  - 中隊本部
  - 連隊本部班：82式指揮通信車
  - 情報小隊：軽装甲機動車、偵察用オートバイ
  - 通信小隊
  - 施設作業小隊：小型ドーザ、資材運搬車
  - 補給小隊：3 1/2tトラック
  - 衛生小隊：１1/2t救急車
  - 狙撃班
- 第1普通科中隊「16普-1」：高機動車、81mm迫撃砲 L16、01式軽対戦車誘導弾
- 第2普通科中隊「16普-2」：高機動車、81mm迫撃砲 L16、01式軽対戦車誘導弾
- 第3普通科中隊「16普-3」：高機動車、81mm迫撃砲 L16、01式軽対戦車誘導弾
- 第4普通科中隊「16普-4」：軽装甲機動車、81mm迫撃砲 L16、01式軽対戦車誘導弾
- 重迫撃砲中隊「16普-重」：120mm迫撃砲 RT、軽装甲機動車

## 整備支援部隊
- 第4後方支援連隊第2整備大隊第1普通科直接支援隊「4後支-2-1普」（大村駐屯地）：2003年（平成15年）3月27日から

## 主要幹部
| 官職名                             | 階級    | 氏名     | 補職発令日     | 前職                           |
| ---------------------------------- | ------- | -------- | -------------- | ------------------------------ |
| 第16普通科連隊長 兼 大村駐屯地司令 | 1等陸佐 | 土肥崇紀 | 2023年08月01日 | 自衛隊東京地方協力本部募集課長 |

| 代 | 氏名       | 在職期間                        | 前職                                                   | 後職                                      |
| -- | ---------- | ------------------------------- | ------------------------------------------------------ | ----------------------------------------- |
| 01 | 中村三愛   | 1954年08月10日 - 1957年03月15日 | 保安隊普通科学校附                                     | 監察隊長 兼 陸上幕僚監部監察課長          |
| 02 | 安部康彦   | 1957年03月16日 - 1958年07月31日 | 第8混成団本部第3部長                                   | 西部方面総監部第3部長                     |
| 03 | 黒田弥一郎 | 1958年08月01日 - 1959年12月30日 | 西部方面総監部第3部長                                  | 第8混成団本部幕僚長                       |
| 04 | 藤吉誠之   | 1959年12月31日 - 1961年07月31日 | 陸上自衛隊幹部学校教官                                 | 陸上自衛隊富士学校普通科教育部副部長      |
| 05 | 伊集院豊   | 1961年08月01日 - 1964年07月15日 | 陸上自衛隊幹部候補生学校企画室                         | 西部方面総監部監察官                      |
| 06 | 井手洋     | 1964年07月16日 - 1966年07月15日 | 陸上幕僚監部付                                         | 防衛研修所所員                            |
| 07 | 溝上嘉幸   | 1966年07月16日 - 1968年07月15日 | 自衛隊富山地方連絡部長                                 | 西部方面総監部厚生課長                    |
| 08 | 野副直行   | 1968年07月16日 - 1970年07月15日 | 陸上自衛隊幹部学校学校教官                             | 檜町警備隊長                              |
| 09 | 井上宣正   | 1970年07月16日 - 1972年07月16日 | 陸上幕僚監部付                                         | 陸上幕僚監部第5部普通科班長               |
| 10 | 三上博康   | 1972年07月17日 - 1974年07月15日 | 自衛隊島根地方連絡部長                                 | 中部方面総監部募集課長                    |
| 11 | 西政徳     | 1974年07月16日 - 1976年08月01日 | 陸上自衛隊幹部学校学校教官                             | 西部方面総監部募集課長                    |
| 12 | 尾崎正     | 1976年08月02日 - 1978年03月15日 | 陸上幕僚監部第3部業務計画班長                          | 第11師団司令部幕僚長                      |
| 13 | 小倉眞     | 1978年03月16日 - 1979年07月31日 | 陸上自衛隊幹部学校学校教官                             | 第13師団司令部幕僚長                      |
| 14 | 成田保夫   | 1979年08月01日 - 1981年07月31日 | 陸上自衛隊幹部学校学校教官                             | 陸上自衛隊富士学校普通科部 研究課長       |
| 15 | 馬渡隼人   | 1981年08月01日 - 1983年03月15日 | 陸上幕僚監部調査部付                                   | 陸上幕僚監部調査部調査第1課長             |
| 16 | 福山省明   | 1983年03月16日 - 1986年03月16日 | 東北方面総監部防衛部訓練課長                           | 第2混成団本部高級幕僚                     |
| 17 | 山口賢介   | 1986年03月17日 - 1987年07月06日 | 陸上幕僚監部教育訓練部訓練課 演習班長                  | 陸上幕僚監部防衛部研究課長                |
| 18 | 友岡幹和   | 1987年07月07日 - 1990年03月15日 | 第8師団第4部長                                         | 東部方面総監部調査部長                    |
| 19 | 山口義廣   | 1990年03月16日 - 1992年03月15日 | 陸上幕僚監部人事部人事計画課 企画班長                  | 陸上幕僚監部教育訓練部訓練課長            |
| 20 | 山内明彦   | 1992年03月16日 - 1994年06月30日 | 陸上幕僚監部人事部人事計画課 服務班長                  | 北部方面総監部総務部長                    |
| 21 | 澤山正一   | 1994年07月01日 - 1996年03月24日 | 陸上幕僚監部防衛部防衛課 編成班長                      | 陸上幕僚監部監理部総務課 庶務室長         |
| 22 | 品川澄雄   | 1996年03月25日 - 1998年07月31日 | 統合幕僚会議事務局副官                                 | 自衛隊愛媛地方連絡部長                    |
| 23 | 児玉慎二   | 1998年08月01日 - 2000年11月30日 | 中部方面総監部人事部人事課長                           | 陸上自衛隊幹部学校主任研究開発官          |
| 24 | 藤﨑護     | 2000年12月01日 - 2002年03月21日 | 陸上幕僚監部防衛部防衛課 防衛班長                      | 陸上幕僚監部教育訓練部訓練課長            |
| 25 | 傍島伸也   | 2002年03月22日 - 2004年03月31日 | 陸上自衛隊研究本部主任研究開発官                       | 陸上自衛隊補給統制本部総務部長            |
| 26 | 岡崎勝司   | 2004年04月01日 - 2006年08月03日 | 第4師団司令部付                                        | 陸上自衛隊富士学校普通科部 教育課長       |
| 27 | 河井繁樹   | 2006年08月04日 - 2008年07月31日 | 東部方面総監部防衛部防衛課長                           | 部隊訓練評価隊長                          |
| 28 | 高田祐一   | 2008年08月01日 - 2009年12月06日 | 陸上幕僚監部教育訓練部教育訓練課 教育班長              | 陸上幕僚監部運用支援・情報部 運用支援課長 |
| 29 | 伊崎義彦   | 2009年12月07日 - 2012年03月29日 | 第8師団司令部第3部長                                   | 国際活動教育隊長 兼 駒門駐屯地司令        |
| 30 | 濱本博文   | 2012年03月30日 - 2014年03月22日 | 第1師団司令部第3部長                                   | 陸上自衛隊研究本部主任研究開発官          |
| 31 | 藤岡史生   | 2014年03月23日 - 2015年08月03日 | 統合幕僚監部運用部運用第1課 防衛警備班長               | 陸上幕僚監部人事部補任課長                |
| 32 | 佐野浩司   | 2015年08月04日 - 2017年03月26日 | 陸上幕僚監部運用支援・情報部 運用支援課運用支援第1班長 | 陸上自衛隊研究本部主任研究開発官          |
| 33 | 南野延寿   | 2017年03月27日 - 2019年11月30日 | 西部方面総監部総務部広報室長                           | 海田市駐屯地業務隊長                      |
| 34 | 杉原正典   | 2019年12月01日 - 2021年07月31日 | 第13旅団司令部第3部長                                  | 陸上自衛隊教育訓練研究本部勤務            |
| 35 | 福添哲生   | 2021年08月01日 - 2023年07月31日 | 第8師団司令部第3部長                                   | 陸上自衛隊教育訓練研究本部勤務            |
| 36 | 土肥崇紀   | 2023年08月01日 -                | 自衛隊東京地方協力本部募集課長                         |                                           |

## 主要装備
- 82式指揮通信車
- 軽装甲機動車
- 高機動車
- 偵察用オートバイ
- 1/2tトラック / 73式小型トラック
- 1 1/2tトラック / 73式中型トラック
- 3 1/2tトラック / 73式大型トラック
- 89式5.56mm小銃
- 5.56mm機関銃MINIMI
- 01式軽対戦車誘導弾
- 81mm迫撃砲 L16
- 120mm迫撃砲 RT

## その他
- 例年、年末に島原城の城壁清掃を行っており、2024年（令和5年）12月20日～22日にも実施し、その回数は2024年分を含めて45回となった。
- 長崎県を隊区とする大村駐屯地の主力部隊として雲仙岳の噴火に伴う災害派遣に参加。史上最長である1658日の派遣期間の大半を担当した。